# Blackthorne
Blackthorne (também conhecido como Blackhawk em alguns países europeus) é um videogame de plataforma desenvolvido pela Blizzard Entertainment.
Blackthorne foi lançado para SNES e MS-DOS em 1994, e com gráficos melhorados e uma maior paleta de cores para Sega 32X em 1995 e para Mac OS em 1996. Blizzard Classic Arcade publicou uma versão para Game Boy Advance em 2003, igualmente com uma paleta mais brilhante que nas versões originais, conquanto, devido à menor quantidade de botões desta consola, algumas ações têm que se realizar com combinações de botões.